# جبل ويلزوط
قمة ويلزوط هي إحدى القمم الجبلية البارزة في قبيلة إداوزكري الواقعة في إقليم تارودانت ضمن جهة سوس ماسة، المغرب. يبلغ ارتفاع القمة 1811 مترًا فوق سطح البحر، مما يجعلها واحدة من المعالم الطبيعية المميزة في المنطقة. تشتهر القمة بمناظرها الخلابة، وتُعد وجهة مفضلة لعشاق التنزه الجبلي، والتخييم، واستكشاف الطبيعة.

## الموقع الجغرافي
تقع قمة ويلزوط في سلسلة جبال الأطلس الصغير، بالقرب من سوق حد إيماون، أحد الأسواق التقليدية المهمة في المنطقة. يحد القبيلة من الشمال إداوزدوت وإيندوزال، ومن الشرق إداوكنسوس، ومن الغرب توفلعزت وإيدوسكا أوفلا، ومن الجنوب إيبركاكن وإيسافن.

## التضاريس والمناخ
تتميز القمة بتضاريس جبلية وعرة، ومسارات طبيعية تناسب محبي رياضة المشي الجبلي والمغامرة. يغلب على المنطقة المناخ الجبلي المعتدل، حيث تكون درجات الحرارة معتدلة خلال فصل الصيف، وباردة خلال فصل الشتاء. كما تتميز القمة بإطلالات بانورامية على الوديان والمناطق المحيطة بها.

## السياحة والنشاطات
تُعد قمة ويلزوط وجهة سياحية مميزة لمحبي السياحة الجبلية والطبيعة. من بين الأنشطة التي تجذب الزوار إلى المنطقة:
- التنزه والمشي الجبلي: توفر القمة مسارات طبيعية تناسب مستويات مختلفة من المتسلقين والمغامرين.
- التخييم: تعد المنطقة مثالية للتخييم بفضل أجوائها الهادئة وسماءها الصافية، ما يجعلها تجربة مميزة لمحبي التأمل والاسترخاء.
- استكشاف البيئة الطبيعية: تتميز القمة بتنوع بيئي فريد يشمل نباتات جبلية وحيوانات برية.

## الأهمية الثقافية والاجتماعية
تحتضن إداوزكري تاريخًا وتراثًا ثقافيًا غنيًا، حيث يتميز سكانها بتقاليدهم العريقة وكرم الضيافة. يُعد سوق حد إيماون القريب من القمة مركزًا تجاريًا واجتماعيًا مهمًا، حيث يجتمع السكان المحليون لتبادل السلع وعرض المنتجات التقليدية.